# Pauesia laticeps
Pauesia laticeps är en stekelart som först beskrevs av Charles Joseph Gahan 1926.  Pauesia laticeps ingår i släktet Pauesia och familjen bracksteklar. Inga underarter finns listade i Catalogue of Life.